# Walther P38
Walther P38 je 9 mm poluautomatski pištolj kojeg je razvio Walther Arms kao službeni pištolj Wehrmachta na početku Drugog svjetskog rata. Bio je namijenjen zamjeni dotrajalog i skupog Lugera P08, čija je proizvodnja trebala prestati krajem 1942.
Walther P38 pored Colta 1911 bio je jedan od revolucinarnih koraka na području poluautomatskih pištolja. 